# Сесе
Сесе (Сес, англ. Ssese Islands) — группа островов в северо-западной части озера Виктория, у побережья Уганды, к востоку от порта Букаката. Относятся к округу Калангала Центральной области. Крупнейший остров — Бугала, на котором находится административный центр округа, город Калангала. Другие крупные острова: Бубеке, Бубембе, Буфумира, Бугаба, Букаса, Буйова, Фунве, Бугала (малый), Буву, Луламба, Китобо, Джана, Бунджази. Острова Сесе отделены проливом Коме (Koome Channel) от острова Коме, а заливом Солсбери от острова Бунджако.
Наивысшая точка — 1247 метров над уровнем моря на острове Фунве.